# Minh ti sóng
Minh ti sóng (danh pháp khoa hoc: Aglaonema costatum) là một loài thực vật có hoa trong họ Ráy (Araceae). Loài này được N.E.Br. mô tả khoa học đầu tiên năm 1892.

## Hình ảnh

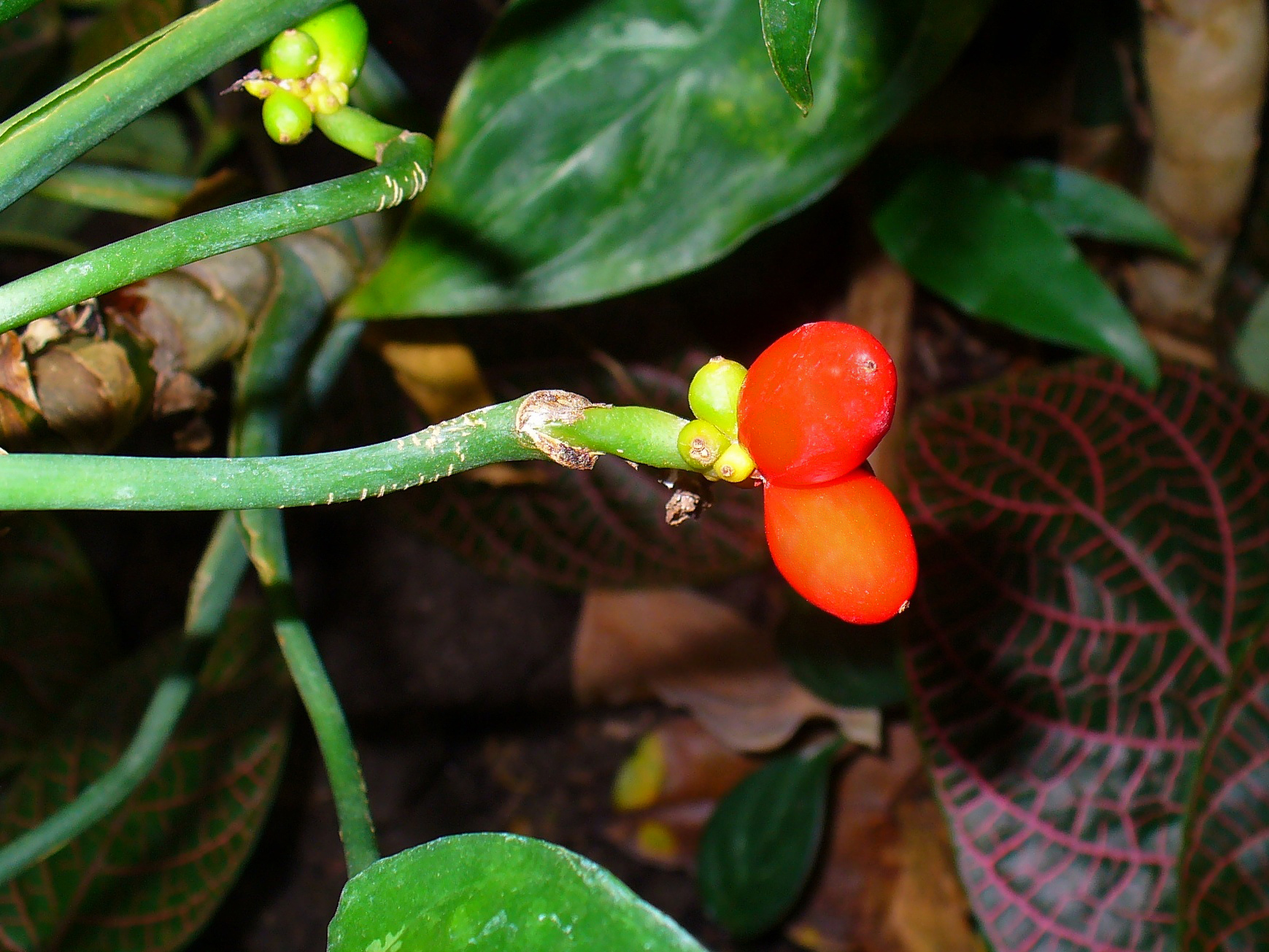
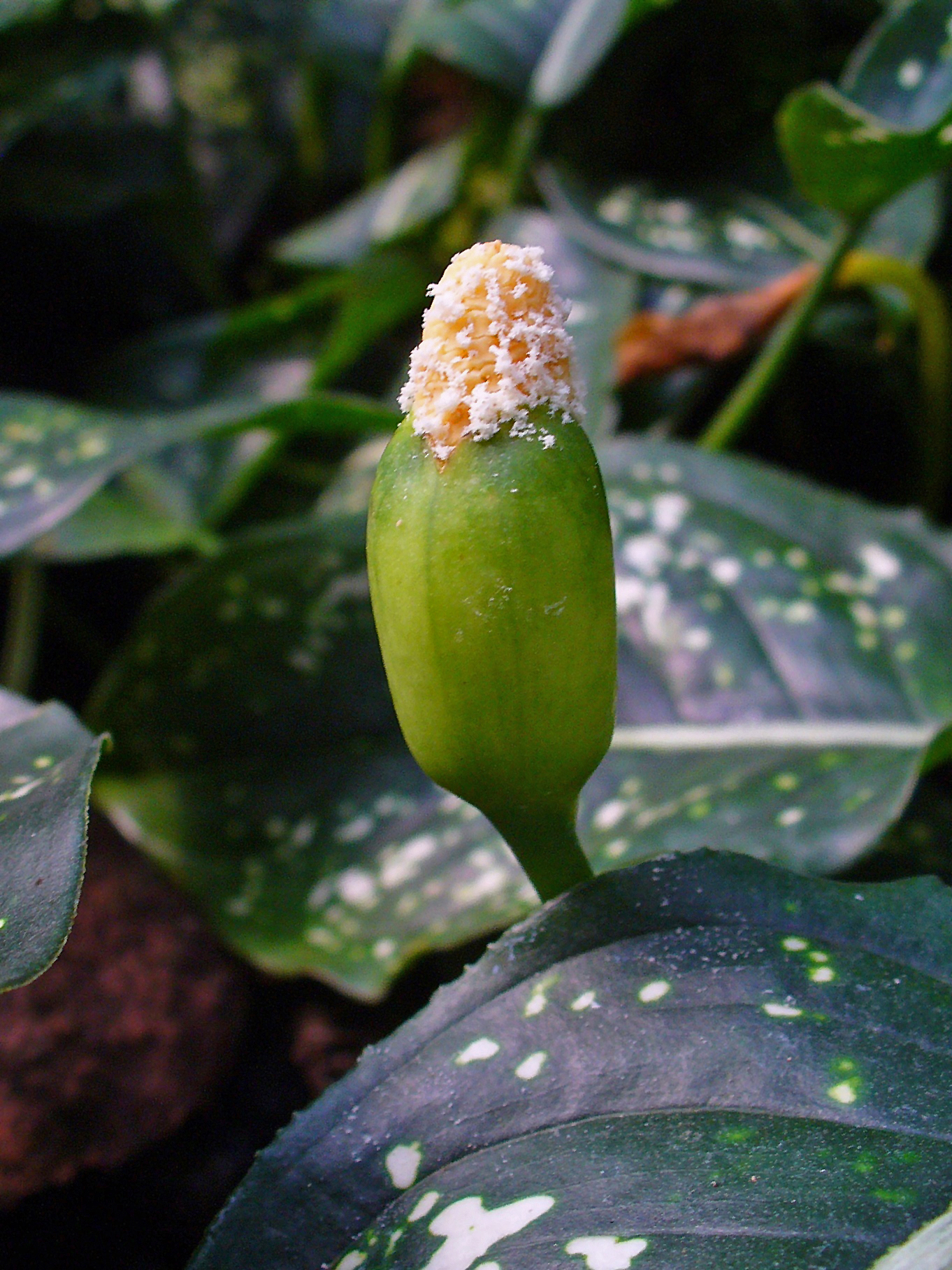
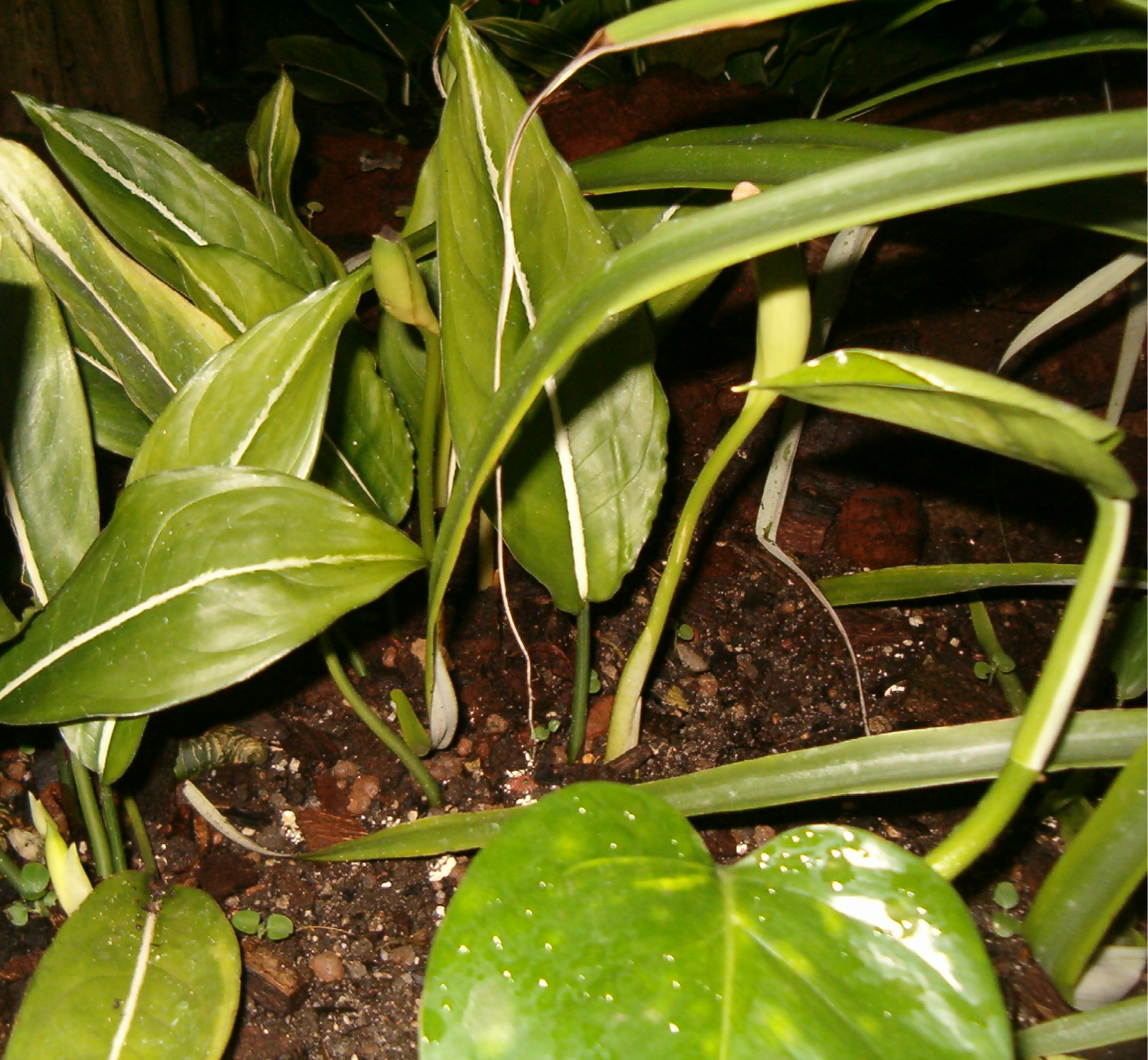
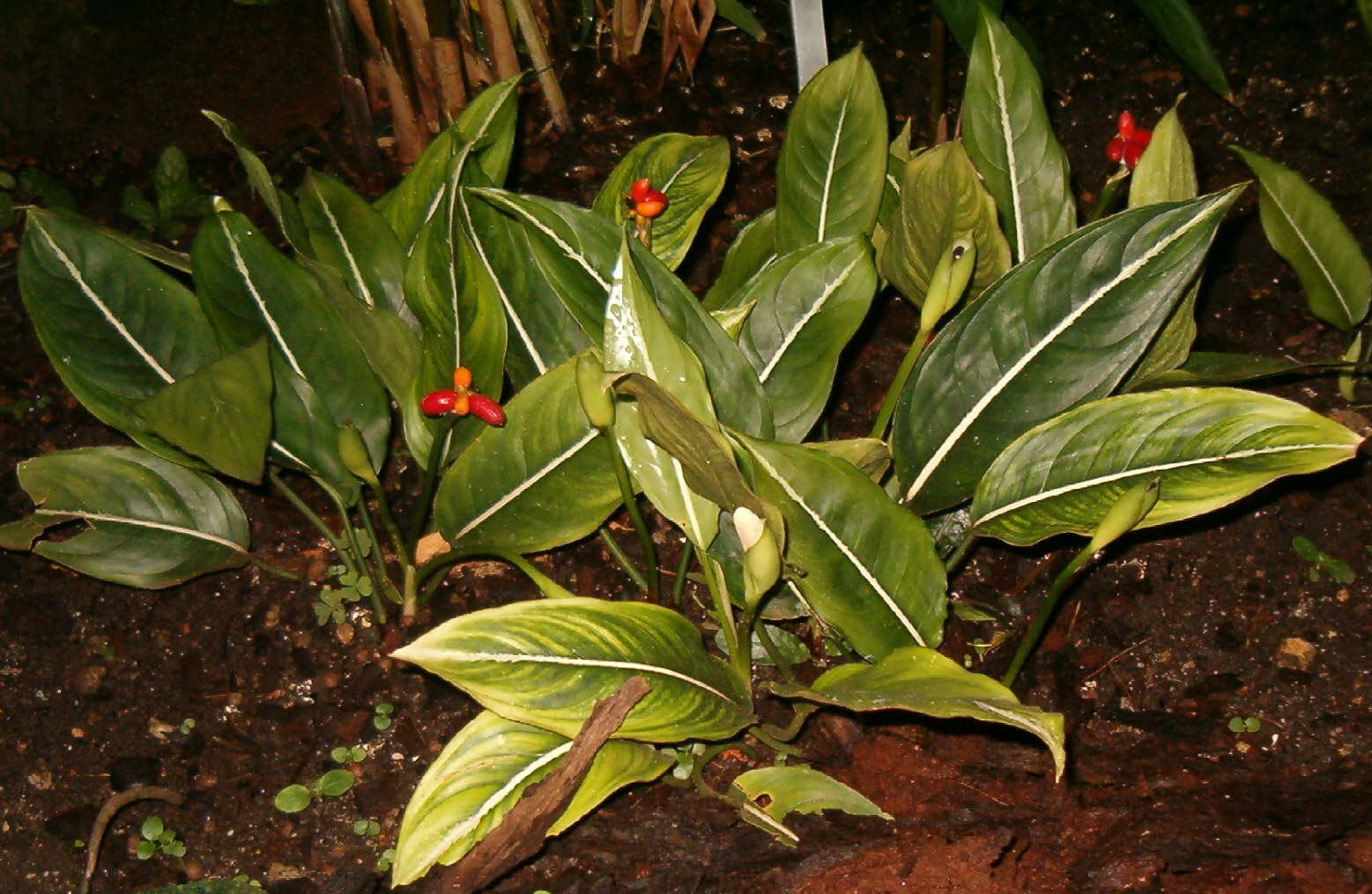